# Achurjan
Der Achurjan (armenisch Ախուրյան; türkisch Arpaçay) ist ein linker Nebenfluss des Aras in Armenien und der Türkei.
Der Achurjan hat seinen Ursprung im Arpi-See in der nordwestarmenischen Provinz Schirak. Er fließt in überwiegend südlicher Richtung. Dabei fließt er in einer Felsschlucht bei Marmaschen westlich an der Stadt Gjumri vorbei. Später wird er auf einer Länge von 20 km zum Achurjan-Stausee aufgestaut, der zur Feldbewässerung dient. Der Kars Çayı, ein rechter Nebenfluss, in dessen Einzugsgebiet der See Çıldır Gölü liegt, mündet von Westen kommend in den Stausee. Unterhalb der 1980 fertiggestellten Staumauer bildet der Achurjan im weiteren Verlauf die Grenze zur Türkei. Dabei durchfließt er die Ruinenstadt Ani (Weltkulturerbe). Schließlich mündet er nahe der historischen Stadt Bagaran in den Aras.
Der Achurjan hat eine Länge von 186 km. Er entwässert ein Areal von 9670 km².